# Nathan Ames
Nathan Ames (ur. 17 listopada 1826, zm. 1865) – amerykański wynalazca, prozaik i poeta. 
Urodził się 17 listopada 1826 w Roxbury w stanie New Hampshire. Uczył się w Phillips Academy Preparatory High School. Potem studiował na Harvard University. Opatentował prototyp schodów ruchomych. Wydał między innymi utwór Pirate’s Glen and Dungeon Rock (1853). Jego brat Joseph był malarzem portrecistą.